# Лінда Тріпп
Лінда Роуз Тріпп (англ. Linda Rose Tripp; 24 листопада 1949, Джерсі-Сіті, Нью-Джерсі, США — 8 квітня 2020) — американський державний службовець. Вона відіграла помітну роль у скандалі Клінтон-Левінські 1998 року. Дії Тріпп щодо таємного запису конфіденційних телефонних розмов Моніки Левінскі про її стосунки з президентом Біллом Клінтоном викликали сенсацію через зв'язок з попередньою справою Клінтон проти Джонс із розголошенням інтимних подробиць. Тріпп стверджувала, що її мотиви були чисто патріотичними. Вона уникла звинувачень у прослуховуванні, погодившись передати записи.
Пізніше вона заявила, що її звільнили з Пентагону наприкінці правління адміністрації Клінтона через помсту, але адміністрація назвала це стандартною процедурою для політичних призначенців.
З 2004 року Тріпп та її чоловік Дітер Рауш володіли та керували цілорічним святковим магазином The Christmas Sleigh у Міддлбурзі, штат Вірджинія.

## Раннє життя та кар'єра
Лінда Роуз Каротенуто народилася в Джерсі-Сіті, Нью-Джерсі в сім'ї вчителя математики та природознавства середньої школи Альберта Каротенуто та Інге, німкені. Вони познайомилися, коли батько перебував на службі в армії та був дислокований у Німеччину. 1968 року вони розлучилися через роман Альберта з колегою. 1968 року вона закінчила середню школу Ганновер-Парк в Іст-Гановері, штат Нью-Джерсі, а потім працювала секретарем в армійській розвідці у Форт-Міді, штат Меріленд. 1971 року вона одружилася з військовим офіцером Брюсом Тріппом, від якого народила сина та дочку. Вони розлучилися в 1990 році.
Тріпп працювала в адміністрації Білого дому при президентстві Джорджа Буша-старшого та зберегла роботу, коли Білл Клінтон став президентом у 1993 році. Пізніше вона отримала посаду в офісі радника Білого дому під керівництвом Бернарда Нассбаума. Влітку 1994 року високопоставлені помічники Білого дому хотіли, щоб Тріпп усунули з адміністрації та перевели її в управління зі зв'язків з громадськістю в Пентагоні, що підвищило її зарплату на 20 000 доларів.

## Причетність до скандалу з імпічментом Клінтона
Тріпп стала близькою довіреною особою Моніки Левінські, іншої колишньої співробітниці Білого дому, коли обидві працювали в управлінні зі зв'язків з громадськістю у Пентагоні. За словами Тріпп, яка була старшою за Левінські приблизно на 24 роки, вони були знайомі півтора року до того, як скандал почав досягати критичної стадії. Після того, як Левінські розповіла Тріпп про близькі фізичні стосунки з Клінтоном, Тріпп, за порадою літературного агента Люсіанни Голдберг, почала таємно записувати телефонні розмови з Левінські та заохочувала Левінскі документувати подробиці стосунків із президентом.
У серпні 1997 року Майкл Ізікофф з «Ньюсвік» повідомив, що Тріпп розповіла, що вона зустріла Кетлін Віллі, яка виходила з Овального кабінету «розпатланою», «її обличчя було червоне, а губи стерті». Віллі стверджувала, що Клінтон обмацав її. Адвокат Клінтона Роберт С. Беннетт сказав у статті «Ньюсвік»: «Лінді Тріпп не варто вірити».
У січні 1998 року Тріпп передала записи незалежному раднику Кеннету Старру в обмін на імунітет від судового переслідування. Тріпп розповіла Старру, що вона знала про стосунки між Левінські та Клінтоном, що Левінскі подала фальшиві свідчення до федерального суду в Арканзасі у справі «Клінтон проти Джонс», у яких заперечувала стосунки, намагалася викрити лжесвідчення Тріпп, що та приховала від федерального суду інформацію про стосунки Клінтона-Левінські та про Кетлін Віллі. Як пояснила Тріпп, її схиляли до вчинення злочину, щоб приховати докази у справі про громадянські права Джонс. Позов Джонс, спочатку поданий у квітні 1994 року через адвокатів Джозефа Каммарату та Гілберта К. Девіса, зрештою призвів до знакового рішення Верховного суду США у справі «Клінтон проти Джонс». Джонс вважала, що чинні президенти США не мають імунітету проти цивільних позовів за дії, вчинені до вступу на посаду, та які не пов'язані з обійманою посадою.
Тріпп також повідомила Старру про існування темно-синьої сукні Левінскі, яка була забруднена спермою Клінтона. Під час їхньої дружби Левінські показала сукню Тріпп і сказала, що збирається віддати її в хімчистку. Тріпп переконала її не робити цього.
Ґрунтуючись на записах Тріпп, Старр отримав схвалення від генерального прокурора Джанет Рено та спеціального суду, який наглядає за незалежними адвокатами, щоб розширити розслідування Старра щодо стосунків Клінтон-Левінські, виявити потенційні випадки лжесвідчення та провести розслідування за лжесвідчення Левінскі та пособництво до лжесвідчення як свідка у судовому процесі, який Пола Джонс подала проти Клінтона.
І Клінтон, і Левінські повинні були постати перед великим журі, щоб відповісти на запитання, але Клінтон дав свідчення під запис. Наприкінці допиту Левінські отримала можливість від присяжних сказати останнє слово. Вона сказала: «Я ненавиджу Лінду Тріпп».

### Обвинувальний акт штату Меріленд
Тріпп проживала в Гікорі-Рідж, штат Меріленд, коли робила таємні записи розмов із Левінскі. 49 демократів законодавчого органу Меріленда підписали лист до прокурора штату з вимогою притягнути Тріпп до кримінальної відповідальності за законом Меріленда про прослуховування. Перед початком судового розгляду суд штату постановив, що через угоди про імунітет, які офіс незалежного адвоката уклав з Тріпп, Левінські та іншими, значна кількість доказів, які обвинувачення мала намір використати, є недопустимими.
На досудовому слуханні сторона обвинувачення викликала Левінські як свідка для встановлення, чи її свідчення проти Тріпп не заплямовані розслідуванням незалежного адвоката. Однак суд штату Меріленд вирішив, що Левінські, яка «визнала, що збрехала під присягою під час федерального провадження, і заявила, що брехня була частиною її життя», не заслуговує довіри, а запропоновані Левінські свідчення проти Тріпп були «просочені неприпустимим брудом». У результаті всі звинувачення проти Тріпп були зняті 26 травня 2000 року, коли прокуратура вирішила не продовжувати розгляд справи.

### Протиріччя у протоколі арешту
19-річна Тріпп була заарештована у 1969 році у Грінвуд-Лейк, Нью-Йорк, за звинуваченням у крадіжці 263 доларів готівкою, а також наручного годинника вартістю близько 600 доларів. Звинувачення були зняті до того, як вони потрапили до суду. Роки потому Тріпп відповіла «ні» на запитання «Вас коли-небудь звинувачували у злочині або заарештовували?» у анкеті для отримання допуску Міністерства оборони США. У березні 1998 року, незадовго до того, як Тріпп мала постати перед великим журі у розслідуванні Левінскі, помічник міністра оборони зі зв'язків із громадськістю Кеннет Бейкон і його заступник Кліффорд Бернат злили інформацію Джейн Майєр із «Нью-Йоркер» про відповідь Тріпп на це запитання. Потім Міністерство оборони передало ЗМІ іншу конфіденційну інформацію з особистих даних Тріпп й досьє. Генеральний інспектор Міністерства оборони розслідував витік і виявив, що Бейкон і Бернат порушили Закон про недоторканість приватного життя 1974 року. Генеральний інспектор Міністерства оборони США дійшов висновку, що і Бейкон, і Бернат повинні були знати, що оприлюднення інформації з досьє Тріпп було неправомірним.

### Звільнення з державної служби
19 січня 2001 року, в останній повний робочий день адміністрації Клінтона, Тріпп була звільнена з роботи в Пентагоні. Вона стверджувала, що звільнення було з помсти, але адміністрація Клінтона заявила, що всіх політичних призначенців, таких як Тріпп, зазвичай просять подати у відставку, коли нова адміністрація приходить до влади. Тих, хто відмовляється, можуть звільнити.

### Позов і мирова угода
Тріпп подала до суду на Міністерство оборони США та Міністерство юстиції США за те, що вони розповсюдили у ЗМІ інформацію з її секретного досьє та службової справи за порушення Закону про недоторканість приватного життя 1974 року. 3 листопада 2003 року Тріпп досягла угоди з федеральним урядом. Врегулювання включало одноразову виплату у розмірі понад 595 000 доларів США; просування заднім числом; та виплата заднім числом найвищої зарплати за 1998, 1999 та 2000 роки. Вона також отримала пенсію та дозвіл знову працювати на федеральний уряд. Її право залишатися учасником колективного позову проти уряду було збережено.

## Пізні роки
2004 року Тріпп вийшла заміж за німецького архітектора Дітера Рауша. Подружжя жило в Міддлбурзі, штат Вірджинія, де вони володіли та керували святковим магазином німецької зимової тематики під назвою Christmas Sleigh.
Під час виступу з Ларрі Кінгом на «Шоу Ларрі Кінга» 1 грудня 2003 року Тріпп розповідала про життя з раком грудей. Стосовно її успішного обходу позову про недоторканість приватного життя проти федерального уряду, Тріпп стверджувала, що вона фактично потрапила в скрутне фінансове становище через гонорари адвокатам і зриву її урядової кар'єри. Вона також стверджувала, що порушення її приватного життя Левінські та порушення її приватного життя адміністрацією Клінтона не були рівнозначними, оскільки витік адміністрацією Клінтона її трудової біографії був незаконним. Вона зазначила, що хоча її прослуховування також були незаконними, вона змогла уникнути судового переслідування, погодившись на імунітет в обмін на свої свідчення.
2018 року Тріпп заявила, що "вона стала жертвою «справжнього високотехнологічного самосуду» (з посиланням на заяву Кларенса Томаса 1991 року).
Тріпп померла після недовгої боротьби з раком підшлункової залози у віці 70 років.

## Інше
Джон Гудман зобразив Тріпп у регулярних скетчах «Суботнього вечора в прямому ефірі». У Тріпп були змішані почуття щодо побаченого, вона сказала, що більшість скетчів їй сподобалися, але згадала, що принаймні один зачепив її почуття.
Сара Полсон зіграла Тріпп у телесеріалі «Імпічмент: Американська історія злочинів», прем'єра якого відбулася 7 вересня 2021 року на FX.